# Chaetocladius
Chaetocladius is een muggengeslacht uit de familie van de Dansmuggen (Chironomidae).

## Soorten
- C. acuminatus Brundin, 1956
- C. acuticornis (Kieffer, 1914)
- C. adsimilis (Goetghebuer, 1933)
- C. algericus Moubayed, 1989
- C. binotatus (Lundström, 1915)
- C. britae Saewedal, 1976
- C. crassisaetosus Tuiskunen, 1986
- C. dentiforceps (Edwards, 1929)
- C. dissipatus (Edwards, 1929)
- C. gelidus Brundin, 1956
- C. glacialis (Lundström, 1915)
- C. gracilis Brundin, 1956
- C. grandilobus Brundin, 1956
- C. holmgreni (Jacobson, 1898)
- C. insolitus Caspers, 1987
- C. laminatus Brundin, 1947
- C. ligni Cranston and Oliver, 1988
- C. longivirgatus Stur & Spies, 2011
- C. maeaeri Brundin, 1947
- C. makarchenkovi Zelentsov, 2007
- C. melaleucus (Meigen, 1818)

- C. minutissimus (Goetghebuer, 1942)
- C. muliebris Tuiskunen, 1986
- C. oliveri Saether, 1969
- C. perennis (Meigen, 1830)
- C. piger (Goetghebuer, 1913)
- C. rusticus (Goetghebuer, 1932)
- C. stamfordi (Johannsen, 1947)
- C. subplumosus (Kieffer, 1923)
- C. suecicus (Kieffer, 1916)
- C. tenuistylus Brundin, 1947
- C. vitellinus (Kieffer, 1908)